# Judy Greer
Judith Therese Evans (Detroit, Míchigan; 20 de julio de 1975), conocida como Judy Greer, es una actriz y escritora estadounidense, conocida por varios papeles de cine y televisión. En la televisión, sus papeles más conocidos se incluyen a Kitty Sanchez en Arrested Development, Ingrid Nelson/Fatty Magoo en It's Always Sunny in Philadelphia, Trixie en Californication y Cheryl Tunt en la serie de comedia animada Archer. En el cine, Greer es conocida por varios papeles de reparto en comedias románticas, con apariciones en What Women Want (2000), The Wedding Planner (2001), 13 Going on 30 (2004), 27 Dresses (2008) y Love and Other Drugs (2010). Sus otras apariciones en el cine incluyen papeles en Los descendientes (2011), Carrie (2013), Jurassic World (2015), Halloween (2018) y Halloween Kills (2021). 
En 2011, Greer comenzó a conducir una serie en línea de videos de entrenamiento llamada Reluctantly Healthy, que fue adaptada en una serie por Litton Entertainment en 2014 como parte de su bloque del sábado por la mañana One Magnificent Morning para The CW. 2014 también vio la publicación de su primer libro, I Don't Know What You Know Me From: Confessions of a Co-Star.

## Primeros años
Greer nació en Detroit, Míchigan. Su padre, Rich Evans, es ingeniero mecánico, y su madre, Mollie Ann Greer, es administradora de hospital y exmonja. Ella fue criada como católica y creció en el municipio de Redford y en Livonia. Greer estudió en la secundaria Winston Churchill y se graduó en la escuela del teatro en la Universidad DePaul en 1997.

## Carrera

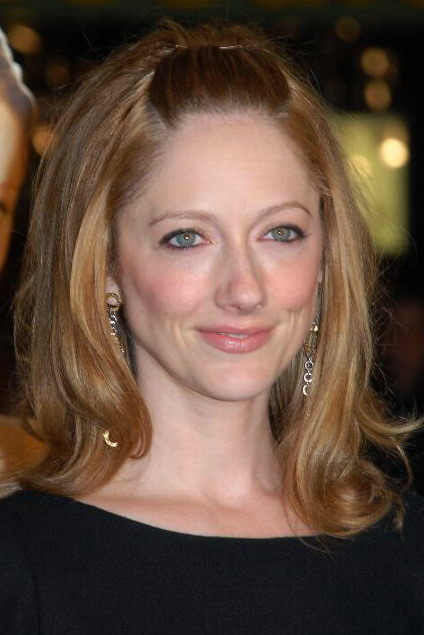
Greer en el estreno de 27 Dresses en enero de 2008.

Greer tuvo un papel recurrente en la serie de comedia de FOX Arrested Development (2003-2005, 2013), interpretando a Kitty Sanchez en 10 episodios y apareciendo en cada una de las tres temporadas originales de la serie. En una entrevista de agosto de 2009, Greer dijo que es más reconocida por este papel. Tuvo papeles secundarios en Jawbreaker (1999), What Women Want (2000), The Wedding Planner (2001), Adaptation (2002), 13 Going on 30 (2004), The Village (2004), Elizabethtown (2005), 27 Dresses (2008), y Love Happens (2009). Greer ha hecho apariciones en las series de televisión Just Shoot Me! (2003), CSI: Miami (2005), My Name Is Earl (2006), It's Always Sunny in Philadelphia (2007, 2011), Californication (2007-2008, 2012), ER (2009), Modern Family (2010), The Big Bang Theory (2010), y How I Met Your Mother (2010). Asumió un papel protagonista en la comedia de situación de ABC Miss Guided (2008), pero fue cancelada en su primera temporada. También protagonizó la sátira independiente Visioneers (2008).
En abril de 2008, Greer apareció como una instructora de yoga en la serie de anuncios «Get a Mac» con John Hodgman y Justin Long. Greer protagonizó una comedia de situación de CBS titulado Mad Love, que se estrenó en febrero de 2011 como un reemplazo de mitad de temporada. La serie fue cancelada después de la primera temporada.
Greer es también actriz de voz. Interpretó el personaje de Cheryl en la serie de comedia animada Archer, un personaje que se ha comparado con su papel en Arrested Development, y el personaje de Wendy Park en la comedia de situación animada en stop motion Glenn Martin, DDS. Greer también ha interpretado dos personajes en Two and a Half Men; Myra Melnick, un interés amoroso de Charlie Harper (Charlie Sheen), y hermana de Herb Melnick (Ryan Stiles), y Bridget Schmidt, la exesposa de Walden Schmidt (Ashton Kutcher).
En noviembre de 2011, Greer recibió el premio John Cassavetes de los premios Independent Spirit en el Festival de Cine de Denver, donde dos películas de Greer estuvieron en la programación del festival, incluyendo una proyección en alfombra roja de Los descendientes de Alexander Payne y Jeff y los suyos de Jay y Mark Duplass. Es la primera actriz que fue honrada con el premio. Interpretó a la profesora de gimnasia Rita Desjardin en la adaptación cinematográfica de 2013 de Carrie, e interpretó a la chimpancé Cornelia en Dawn of the Planet of the Apes (2014). En 2014, Greer hizo su debut como directora, con un cortometraje para AOL, Quiet Time. En 2015, Greer coprotagonizó en las películas Tomorrowland, Jurassic World y Ant-Man, entre otros.

## Vida personal
Greer está casada con Dean E. Johnsen, productor ejecutivo de Real Time with Bill Maher.

## Filmografía

### Cine

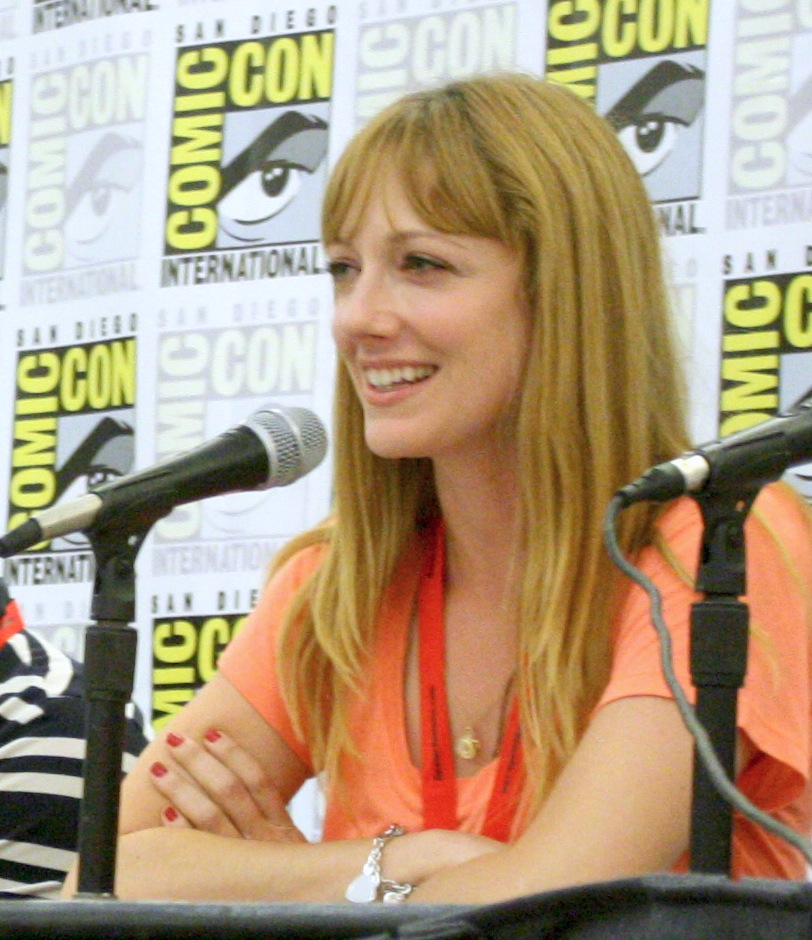
Greer en la Convención Internacional de Cómics de San Diego en 2010.

| Año  | Película                              | Papel                           | Notas                   |
| ---- | ------------------------------------- | ------------------------------- | ----------------------- |
| 1998 | Stricken                              | Cynthia                         |                         |
| 1998 | Kissing a Fool                        | Andrea                          |                         |
| 1999 | Jawbreaker                            | Fern Mayo / Vylette             |                         |
| 1999 | Three Kings                           | Cathy Daitch                    |                         |
| 1999 | The Big Split                         | Tracy                           |                         |
| 2000 | What Planet Are You From?             | Rebecca                         |                         |
| 2000 | Sunset Strip                          | Camarera joven                  |                         |
| 2000 | The Specials                          | Chica Mortal                    |                         |
| 2000 | Desperate But Not Serious             | Molly                           |                         |
| 2000 | What Women Want                       | Erin                            |                         |
| 2001 | The Wedding Planner                   | Penny Nicholson                 |                         |
| 2002 | Adaptation                            | Alice                           |                         |
| 2003 | The Hebrew Hammer                     | Esther Bloomembergensteinenthal |                         |
| 2003 | Neko no Ongaeshi                      | Yuki                            | Voz de doblaje (inglés) |
| 2003 | I Love Your Work                      | Samantha                        |                         |
| 2004 | 13 Going on 30                        | Lucy Wyman                      |                         |
| 2004 | The Village                           | Kitty Walker                    |                         |
| 2004 | The Last Shot                         | Chica                           | Sin acreditar           |
| 2004 | LolliLove                             | Judy                            |                         |
| 2005 | Cursed                                | Joanie                          |                         |
| 2005 | The Amateurs                          | Ellie                           |                         |
| 2005 | The Great New Wonderful               | Allison Burbage                 |                         |
| 2005 | In Memory of My Father                | Judy                            |                         |
| 2005 | Elizabethtown                         | Heather Baylor                  |                         |
| 2005 | Full Disclosure                       | Brinn                           | Cortometraje            |
| 2006 | American Dreamz                       | Deborah Accordo                 |                         |
| 2006 | The TV Set                            | Alice                           |                         |
| 2007 | The Go-Getter                         | Better Than Toast               |                         |
| 2007 | The Grand                             | Sharon Andrews                  |                         |
| 2008 | 27 Dresses                            | Casey                           |                         |
| 2008 | Visioneers                            | Michelle                        |                         |
| 2009 | Love Happens                          | Marty                           |                         |
| 2010 | Barry Munday                          | Ginger Farley                   |                         |
| 2010 | Marmaduke                             | Debbie Winslow                  |                         |
| 2010 | Henry's Crime                         | Debbie Torne                    |                         |
| 2010 | Peep World                            | Laura                           |                         |
| 2010 | Love and Other Drugs                  | Cindy                           |                         |
| 2011 | The Key Man                           | Karen                           |                         |
| 2011 | The Descendants                       | Julie Speer                     |                         |
| 2011 | Jeff, Who Lives at Home               | Linda Thompkins                 |                         |
| 2012 | Playing for Keeps                     | Barb                            |                         |
| 2013 | Carrie                                | Rita Desjardin                  |                         |
| 2014 | Jamie Marks Is Dead                   | Lucy                            |                         |
| 2014 | Dawn of the Planet of the Apes        | Cornelia                        |                         |
| 2014 | Men, Women & Children                 | Donna Clint                     |                         |
| 2015 | Grandma                               | Olivia                          |                         |
| 2015 | Addicted to Fresno                    | Shannon Jackson                 |                         |
| 2015 | Tomorrowland                          | Jenny Newton                    |                         |
| 2015 | Entourage                             | Directora de casting            |                         |
| 2015 | Jurassic World                        | Karen Mitchell                  |                         |
| 2015 | Ant-Man                               | Maggie Lang                     |                         |
| 2016 | All We Had                            | Patti                           |                         |
| 2016 | Ordinary World                        | Christy                         |                         |
| 2017 | Lemon                                 | Ramona Lachmann                 |                         |
| 2017 | Pottersville                          | Parker                          |                         |
| 2017 | Wilson                                | Shelly                          |                         |
| 2017 | War for the Planet of the Apes        | Cornelia                        |                         |
| 2017 | Our Souls at Night                    | Holly Waters                    |                         |
| 2017 | Adventures in Public School           | Claire Heap                     |                         |
| 2017 | A Happening of Monumental Proportions | ―                               | Directora               |
| 2018 | Measure of a Man                      | Lenore Marks                    |                         |
| 2018 | The 15:17 to Paris                    | Joyce Eskel                     |                         |
| 2018 | Ant-Man and the Wasp                  | Maggie Lang                     |                         |
| 2018 | Halloween                             | Karen Strode                    |                         |
| 2018 | Driven                                | Ellen Hoffman                   |                         |
| 2019 | Buffaloed                             | Kathy Dahl                      |                         |
| 2019 | Where'd You Go, Bernadette            | Janelle Kurtz                   |                         |
| 2019 | Playing with Fire                     | Amy Hicks                       |                         |
| 2020 | Uncle Frank                           | Kitty Bledsoe                   |                         |
| 2020 | Valley Girl                           | Diana Richman                   |                         |
| 2021 | Lady of the Manor                     | Lady Wadsworth                  |                         |
| 2021 | America: The Motion Picture           | Martha Washington               | Actuación de voz        |
| 2021 | Halloween Kills                       | Karen Strode                    |                         |
| 2022 | Three Months                          | Suzanne                         |                         |
| 2022 | Family Squares                        | Dorsey                          |                         |
| 2022 | Hollywood Stargirl                    | Ana Caraway                     |                         |
| 2022 | My Father's Dragon                    | Soda la Ballena                 | Actuación de voz        |
| 2022 | Halloween Ends                        | Karen Nelson                    | Cameo sin acreditar     |
| 2023 | Guardians of the Galaxy Vol. 3        | War Pig                         |                         |
| 2023 | Eric Larue                            | Janice LaRue                    |                         |
| 2024 | The Best Christmas Pageant Ever       | Grace Bradley                   |                         |

### Televisión
| Año       | Serie                             | Papel                              | Notas                                               |
| --------- | --------------------------------- | ---------------------------------- | --------------------------------------------------- |
| 1997      | Early Edition                     | Cindy the Pâtissière               | Episodio: "Angels and Devils"                       |
| 1999      | Maggie Winters                    | Tawny                              | Episodio: "Girls Night Out"                         |
| 1999–2000 | Love & Money                      | Puff Conklin                       | 13 episodios                                        |
| 2002      | Family Guy                        | Varias voces                       | Episodio: "Family Guy Viewer Mail"                  |
| 2003      | Just Shoot Me!                    | Bridget                            | Episodio: "Rivals in Romance"                       |
| 2003–2005 | Arrested Development              | Kitty Sánchez                      | 10 episodios                                        |
| 2005      | CSI: Miami                        | Pamela Warren                      | Episodio: "Shootout"                                |
| 2006      | My Name Is Earl                   | Maggie Lester                      | Episodio: "Sticks & Stones"                         |
| 2006      | Love Monkey                       | Brandy "Bran" Lowenstein           | 8 episodios                                         |
| 2007–2015 | Two and a Half Men                | Myra Melnick / Bridget Schmidt     | 13 episodios                                        |
| 2007–2011 | It's Always Sunny in Philadelphia | Ingrid «Fatty Mcgoo» Nelson        | 2 episodios                                         |
| 2007–2012 | Californication                   | Trixie                             | 4 episodios                                         |
| 2008      | Miss Guided                       | Becky Freeley                      | 7 episodios                                         |
| 2009      | ER                                | Tildie Mulligan                    | Episodio: "T-Minus-6"                               |
| 2009      | House M. D.                       | Morgan West                        | Episodio: "Here Kitty"                              |
| 2009      | Maneater                          | Joanne «Gravy» Hardgrave           | 2 episodios                                         |
| 2009      | WordGirl                          | Desiree Dewey                      | Voz, episodio: "Robo-Camping / The Stew, the Proud" |
| 2009–2011 | Glenn Martin, DDS                 | Wendy Park                         | Voz; 39 episodios                                   |
| 2009–2023 | Archer                            | Cheryl Tunt                        | Voz; elenco principal                               |
| 2010      | Modern Family                     | Denise                             | Episodio: "Truth Be Told"                           |
| 2010      | The Big Bang Theory               | Dr. Elizabeth Plimpton             | Episodio: "The Plimpton Stimulation"                |
| 2010      | How I Met Your Mother             | Royce                              | Episodio: "The Wedding Bride"                       |
| 2010      | Mad Love                          | Connie Grabowski                   | 13 episodios                                        |
| 2012      | Dan Vs.                           | Jennifer                           | Voz, episodio: "Dan vs. The Neighbors"              |
| 2012      | Royal Pains                       | Miss Match-Maker                   | Episodio: "You Give Love a Bad Name"                |
| 2013      | Robot Chicken                     | Dorothy Gale / Jane Jetson (voces) | Episodio: "Robot Fight Accident"                    |
| 2014–2015 | Married                           | Lina Bowman                        | 23 episodios                                        |
| 2014      | BoJack Horseman                   | Pam                                | Voz, episodio: "BoJack Hates the Troops"            |
| 2015      | Masters of Sex                    | Alice Logan                        | Episodio: "Party of Four"                           |
| 2015      | Mom                               | Michelle                           | Episodio: "Mozzarella Sticks and a Gay Piano Bar"   |
| 2017      | Portlandia                        | Shawna                             | Episodio: "Separation Anxiety"                      |
| 2018–2020 | Kidding                           | Jill Piccirillo                    | 20 episodios                                        |
| 2022      | The First Lady                    | Nancy Howe                         | 4 episodios (miniserie)                             |
| 2023      | White House Plumbers              | Fran Liddy                         | Elenco principal (miniserie)                        |